# Оякяэр, Вальтер Мартович
Вальтер Мартович Оякяэр (эст. Valter Ojakäär, 10 марта 1923, Пярну, Эстония — 27 октября 2016, Пярну, Эстония) — советский и эстонский композитор и публицист. Лауреат Премии Ленинского комсомола Эстонской ССР  (1968) и Национальной премии Эстонии по культуре (2008). Народный артист Эстонской ССР (1989).

## Биография
В 1940 году, после советизации Эстонии, вступил в ряды комсомола и в июне 1941 года участвовал в формировании Пярнуского истребительного батальона, участвовал сражение при Лийвамяэ. Во время немецкой оккупации был мобилизован на военную службу в вермахт, где служил кавалеристом на Восточном фронте, затем — в оркестре пограничного полка кларнетистом.
В 1944—1945 годах артист оркестра театра «Эндла» в Пярну. С 1945 по 1970 год — артист оркестра Эстонского радио. В 1956 году окончил Таллинскую консерваторию по классу композиции X. Эллера.
В 1964—1967 и 1975—1980 годах преподавал историю популярной музыки и оркестровку в Таллинской консерватории. С 1976 года редактор Эстонского радио.
В СССР выходили грампластинки с записями песен Вальтера Оякяэр

## Музыкальные сочинения
- 1963 пьеса для флейты и фортепиано «Юмореска»
- 1988 пьеса для аккордеона «Полёт бабочки»
- 1987 оперетта «Маскарад Унгрус» (либретто Арди Лийвеса)
- 1986 джазовые вариации для квартета саксофонов
- 1980 Мюзикл «Виннету»
- 1977 мюзикл «Открытая летняя ночь»
- 1973 Романтический цикл «Стеклянные пейзажи» (текст Айн Каалеп).
- 1970 сюита для альт-саксофона и камерного оркестра
- 1969 Импровизация для фортепиано
- 1967 Опера «Королю холодно» (по мотивам пьесы А. Таммсааре)[5];
- 1964 Концерт для саксофона и симфонического оркестра
- 1956 Увертюра для симфонического оркестра по роману Эдуарда Вильде «Холодная земля».
- 1955 Фортепианное трио «Приближается утро» из цикла романсов на тексты эстонских поэтов.

## Фильмография
- 1984 — Две пары и одиночество
- 1975 — «День открытых дверей»
- 1974 — «Сказка о его высочестве»
- 1970 — «Дуэт-дуэль»
- 1969 — «Чёрный, как я»
- 1961 — «Друг песни»

Снялся в документальном фильме 1967 года «Три интервью, взятые в Таллине»

## Награды
- 1968 — Лауреат Премии Ленинского комсомола Эстонской ССР.
- 1989 — Народный артист Эстонской ССР.
- 2001 — Орден Белой звезды III степени.
- 2008 — Национальная премия Эстонии по культуре.
- 2008 — Почетный гражданин города Пярну.